# Île Saint-Christophe (Québec)
Pour les articles homonymes, voir Saint-Christophe (île) et Saint-Christophe.
L'île Saint-Christophe (dite aussi île Metaberoutin en atikamekw) est une île située sur le delta de la rivière Saint-Maurice, près de son embouchure avec le fleuve Saint-Laurent. Elle se trouve géographiquement au centre de l'agglomération de Trois-Rivières, en Mauricie, au Québec, au Canada. 
L'île a surtout une vocation récréotouristique (terrain de golf) et militaire (unité de la Réserve Navale du Canada, HMCS Radisson). 
Elle est accessible par la route 138 via le pont Duplessis. 

## Toponymie
Elle doit son nom au colon français Christophe Crevier, dit Sieur de Lameslée, qui fut partiellement propriétaire de l'île dès 1655.

## Géographie
D'une supercifie de 0,57 km2, elle s'étend sur près de 2 km suivant une orientation nord-ouest sud-est. Elle est l'une des 3 plus grandes îles du delta de la rivière Saint-Maurice.

## Histoire
Le 9 mars 1655, le Père Léonard Garreau décide de partager l'Île St-Christophe à l'embouchure du Saint-Maurice, entre 7 concessionnaires dont Michel Lemay dit Poudrier. Ce dernier ne semble pas avoir exploité sa concession. Le 20 avril 1659, il la revend à Christophe Crevier.